# (10961) Buysballot
(10961) Buysballot  es un asteroide perteneciente al cinturón de asteroides, descubierto el 24 de septiembre de 1960 por Cornelis Johannes van Houten e Ingrid van Houten-Groeneveld, sobre placas de Tom Gehrels desde el Observatorio de Palomar, en Estados Unidos.

## Designación y nombre
Buysballot se designó inicialmente como 6809 P-L.
Más adelante fue nombrado en honor al meteorólogo neerlandés Christoph Hendrik Diederik Buys Ballot (1817-1890).

## Características orbitales
Buysballot orbita a una distancia media del Sol de 2,2167 ua, pudiendo acercarse hasta 1,9374 ua y alejarse hasta 2,4960 ua. Tiene una excentricidad de 0,1259 y una inclinación orbital de 1,0116° grados. Emplea en completar una órbita alrededor del Sol 1205 días.

## Características físicas
Su magnitud absoluta es 16,1.